# 國際山達基人協會
國際山達基人協會（The International Association of Scientologists, IAS），是山達基教會的官方會員管理組織和募款組織，成立於1984年10月。其總部位於英國西薩塞克斯郡，新興宗教山達基創始人L·羅恩·賀伯特的故居聖崗莊園，協會經營著幾個名稱相似的附屬組織。IAS在澳大利亞、加拿大、丹麥、義大利、日本、墨西哥、南非、台灣、英國和美國有辦事處。:300
該協會主要贊助無毒世界基金會，而且無毒世界的公共關係與新聞稿均直接由山達基教會辦理。除此之外，IAS還贊助公民人權委員會、人權團結聯盟、快樂之道和志願牧師等運動。這些贊助的目的是「找出傳統上會帶來文明崩解的社會亂源，並且根據山達基創始人L·羅恩·賀伯特的作品，注入解決之道，處理社會主要亂源」，透過公益活動來傳播實行山達基之道。
IAS有三個會員級別：六個月免費、年度和終身。作為山達基人（教徒），必須首先成為IAS的成員，才有資格在山達基教會接受服務或購買心靈電儀表，但所有新來者都可以獲得獎勵性的六個月免費會員資格。:350
國際山達基教徒協會（IAS）：山達基的會員組織——所有山達基教徒都必須成為會員，才有資格獲得書籍、儀表和服務費用的折扣。它也是山達基的一個主要籌款組織，它籌集了一個戰爭基金用以來保護山達基。它最初是為了讓錢遠離美國國稅局而在外國銀行帳戶中而成立的。 —山達基教會及海洋組織前高管邁克·林德，《十億年》:300
協會組織發行內部期刊《影響》（Impact）:298，并且每年的10月至11月期間會在總部英國聖崗莊園舉辦IAS週年募捐活動:262。

## 榮譽勳章
教徒根據捐款額度可以獲得相應的榮譽勳章，如在2011年捐贈五萬美元可以獲得守護贊助功勳者。根據2023年的官方報導，目前除小額捐款獎勵的的資助者（Sponsor）和鬥士（Crusader）之外，等級的英文原文及中文官方譯文如下：
初級勳章有
1. 守護贊助者 Patrons
2. 榮譽守護贊助者 Patrons with Honors
3. 守護贊助功勳者 Patrons Meritorious
4. 銀功勳者 Silver Meritorious
5. 榮譽銀功勳者 Silver Meritorious with Honors
6. 金功勳者 Gold Meritorious
7. 榮譽金功勳者 Gold Meritorious with Honors.

高級勳章為
1. 白金功勳者 Platinum Meritorious
2. 榮譽白金功勳者 Platinum Meritorious with Honors
3. 鑽石功勳者 Diamond Meritorious

最高級勳章為
1. 桂冠守護贊助者 Patrons Laureate
2. 石中劍 Excalibur
3. 峰耀贊助者 Maximus[12]
4. 不屈不撓 Invictus。

隨著最富有的捐贈者的累積捐贈已達到數億美元，每年都會增加細分的新等級已代表更高的捐贈。。
美國演員南希·卡特賴特於2007年因捐贈兩年工資1000萬美元而成為桂冠守護贊助者（Patron Laureate），即最高級中的初等功勳者:278，2023年再次因其2100萬美元的捐贈而被授予新勳章——榮譽桂冠石中劍（Patron Excalibur With Honors）。
具有榮譽地位的山達基教徒發表在《影響》雜誌上，有權佩戴紀念別針，並參加IAS贊助人舞會活動，在那裡他們會獲得刻有名字的製作精美的獎盃。

## 歷史
1984年，當時仍然是公司的山達基教會有著美國國稅局的近10億美元的待繳稅單，以及俄勒岡州一場訴訟的3900萬美元的判決。由於擔心銀行賬戶被沒收，山達基教會以教徒名義成立了此國際山達基人協會。據稱，它表面是一個“會員組織”，在歐洲成立“是為了將山達基公司所有賺來的錢都留在美國境外，這樣它就不會被美國國稅局觸及”。世界各地的山達基教會以前向美國教會匯款，其後即被指示向國際山達基人協會及其在地中海島國賽普勒斯的銀行匯款:111。

### 對人類的誓言
1984年10月7日，「對人類的誓言」的簽署儀式標誌著IAS的正式啟動。:396:345 該文件相當長，核心内容包括：
我們，以下簽署人，保證，毫無保留也不考慮個人舒適或安全，實現山達基教的目標：「一個沒有精神錯亂、沒有罪犯、沒有戰爭的文明，在那裡，有能力的人可以繁榮，誠實的人可以擁有權利，並且人類可以自由地上升到更高的高度。

## 年度盛會
自1984年以來，一年一度的IAS慶典（也稱為Gala Ball）每年在英格蘭的聖崗莊園舉行。該活動的主要目的是籌集資金，如在2005年，該活動成功籌集了1600萬美元:262，根據前山達基人約翰·杜伊格南（John Duignan）的說法，為了歡迎成千上萬的山達基教徒來訪，盛會通常需要提前兩個月來準備。教會領導人大衛·密斯凱維吉也會在現場呆兩週。通常會搭建巨型帳篷作爲場地，2004年的帳篷大到可以輕鬆地容納一架波音747飛機，然而與之相伴的服務帳篷使聖崗莊園看起來像一個巨大的難民營:248-9。
英國《衛報》曾在2016年寫道，該活動是一個週末的慶祝活動，慶祝山達基教擴張和成就的一年，其中贊助人盛會為特色，用以表彰最新的捐款人以及他們信守承諾來對標誌性的[IAS]組織和人道主義活動做出支援。
2023年，一位前山達基教徒在活動期間在聖崗莊園外安排了一場抗議活動，以「[向]山達基傳送一個明確的資訊：虐待必須停止」。在2008年，匿名者組織也曾發起一次示威並吸引了300多人。

## 自由勳章
從1985年開始到2008年，有80名山達基教徒被授予「自由勳章」，包括美國演員克絲汀·艾莉和約翰·屈伏塔。根據杜伊格南的說法，自由勳章頒發給那些「從事過大型新聞公關活動，並提到山達基教或對精神病學造成了重大打擊的人」。:263
2004年，美國演員湯姆·克魯斯被授予特別表彰，即英勇自由勳章。協會在當年年度活動上播放了對克魯斯的影片採訪，隨後教會領導人大衛·密斯凱維吉介紹克魯斯是「我見過的最敬業的山達基教徒」，克魯斯向密斯凱維吉致敬。密斯凱維吉迴應了敬禮，他們擁抱了，然後緊緊握手，觀眾起立鼓掌。這枚勳章是同類中唯一的一枚，與其他自由勳章相似但更大，由鉑金製成，上面鑲嵌著鑽石。:251-252:282:290:282-3
2008年，克魯斯採訪和頒獎典禮的影片釋出在網路上，引起了數百萬觀眾觀看。採訪影片原本是為山達基人創作的，然而，這影片對局外人來說非常奇怪，讓克魯斯看起來有「一個狂野狂熱分子的癲狂」。山達基教會試圖刪除影片，但網路上反而出現了更多副本。影片隨後被匿名者組織發現，他們因十分好奇而爭相保證影片始終流傳於線上，並後來在世界各地的山達基建築前組織了抗議活動:316-8。

## 外部連結
- . 國際山達基人協會官方網站. 國際山達基人協會.   [2024-04-28]. （原始内容存档于2024-04-28）.
- . 常見的問題  教會財務來源 - 國際山達基人協會. 山達基教會.   [2024-04-28]. （原始内容存档于2024-02-13）.
- Dam, Robert. . 一個批判性的協會歷史網站.   [2016-08-30]. （原始内容存档于2015-12-25）.